# 叶苞过路黄
叶苞过路黄（学名：Lysimachia hemsleyi）是报春花科珍珠菜属的植物，为中国的特有植物。分布于中国大陆的云南、贵州、四川等地，生长于海拔1,600米至2,600米的地区，常生于山坡灌丛中和草地中，目前尚未由人工引种栽培。

## 异名
- Lysimachia ambigua C. Y. Wu
- Lysimachia franchetii R. Knuth
- Lysimachia ovalifolia W. L. Sha